# Preutin-Higny
Preutin-Higny è un comune francese di 146 abitanti situato nel dipartimento della Meurthe e Mosella nella regione del Grand Est.

## Società

### Evoluzione demografica
Abitanti censiti